# إيلانا ليفين
إيلانا ليفين (بالإنجليزية: Ilana Levine)‏ هي ممثلة أمريكية، ولدت في 5 ديسمبر 1963 في نيوجيرسي في الولايات المتحدة.

## وصلات خارجية
- إيلانا ليفين على موقع IMDb (الإنجليزية)
- إيلانا ليفين على موقع ميوزك برينز (الإنجليزية)
- إيلانا ليفين على موقع قاعدة بيانات برودواي على الإنترنت (الإنجليزية)
- إيلانا ليفين على موقع قاعدة بيانات الفيلم (الإنجليزية)